# آرنشوانگ
آرنشوانگ (به آلمانی: Arnschwang) یک شهر در آلمان است که در کام واقع شده‌است.